# Latok
Latok är en gruppering bergstoppar i Gilgit-Baltistan i nordöstra Centralasien, Pakistan. Den högsta toppen är 7 145 meter hög. Bergen ingår i den del av Karakoram som kallas Panmah Muztagh, i en region som Indien gör anspråk på.
Latok reser sig i nordost sett från Skardu, huvudstad i distriktet, på ett avstånd av 45 kilometer.  Bergen är avrinningsområde till Indus och därigenom till Arabiska havet. Närmaste berg är Baintha Brakk, på ett avstånd av 6,65 kilometer västerut.  Söder om Latok-gruppen ligger Baintha Lukpar-glaciären, en utlöpare från den 67 kilometer långa Biafo-glaciären. På norra sidan ligger Choktoi-glaciären.

## Beskrivning
Latok består av komplexa granittorn, som är brantare och har mindre växtlighet är flertalet andra toppar i Karakoram. Den närmaste grannen, det större Baintha Brakk, är dock av liknande karaktär.
Gruppens fyra huvudtoppar listas här i nummerordning. Nummerordningen är satt utifrån deras höjd. Övriga uppgifter i listningen gäller den relativa positionen i gruppen, höjden och första bestigningen:
- Latok I, nord-centrum, 7 145 m, 1979
- Latok II, väst, 7 108 m, 1977
- Latok III, öst, 6 949 m, 1979
- Latok IV, sydöst, 6 456 m, 1980

För alla fyra topparna gäller att de utmärks av extremt hög teknisk svårighet.
Den italienske professorn Arturo Bergamaschi föreslog efter noggranna trianguleringar av bergstopparna 1998 att Latok I och Latok II skulle skifta beteckning, eftersom hans mätningar visat att Latok II var högre än enligt tidigare mätningar och att Latok I var lägre. De värden som anges ovan är dock fortfarande de officiella och är hämtade från Swiss Foundations ”Alpine Research Karakoram map” (1990).

## Klättringshistorik

### Latok I
Latok I bestegs första gången 1979 av en japansk expedition led av Naoki Takada. Den 19 juli 1979 nådde Sin'e Matsumi, Tsuneo Shigehiro och Yu Watanabe toppen. De följdes tre dagar senare av Hideo Muto, Jun'ichi Oku och Kota Endo. Expeditionen utgick från Baintha Lukpar-glaciären och nådde via en pelarvägg Ostryggen.
Latok Is branta nordrygg (2500 meter hög) anses nästan omöjlig som klätterrutt. Denna rutt prövades först av de amerikanska klättrarna Jim Donini, Michael Kennedy, George Lowe och Jeff Lowe, som nästan lyckades. Många försök har gjorts sedan dess, men fortfarande har ingen lyckats bestiga toppen via denna rutt.

### Latok II
Latok II bestegs för första gången den 28 augusti 1977 av en italiensk expedition ledd av professor Arturo Bergamaschi. Klättringen gjordes via sydostväggen och Ezio Alimonta, Toni Masé, Renato Valentini  nådde toppen.
1997 bestegs Latok II via den vertikala västväggen av ett rutinerat klättrarlag bestående av Alexander Huber, Thomas Huber, Toni Gutsch och Conrad Anker. De beskrev bestigningen av den vertikala klippväggen som ”att bestiga El Capitan lagd ovanpå Denali”: En 1000 meter hög klippvägg från 6100 meters höjd.

### Latok III
Den första bestigningen av Latok III skedde 15 juli 1979, när en japansk expedition ledd av Yoji Teranishi togs sig upp via sydvästryggen. Tre klättrare nådde toppen: Yoji Teranishi, Kazushige Takami, Sakae Mori.
Ett italienskt klättrarlag tog sig till toppen 1988, längs exakt samma rutt.

### Latok IV
Den första bestigningen av Latok IV genomfördes den 18 juli 1980, också av en japansk expedition, Sangaku Doshikai-expeditionen. Expeditionen leddes av Motomu Ohmiya. Två klättrare nådde toppen: Koji Okano och Motomu Ohmiya